# Vidyaraja

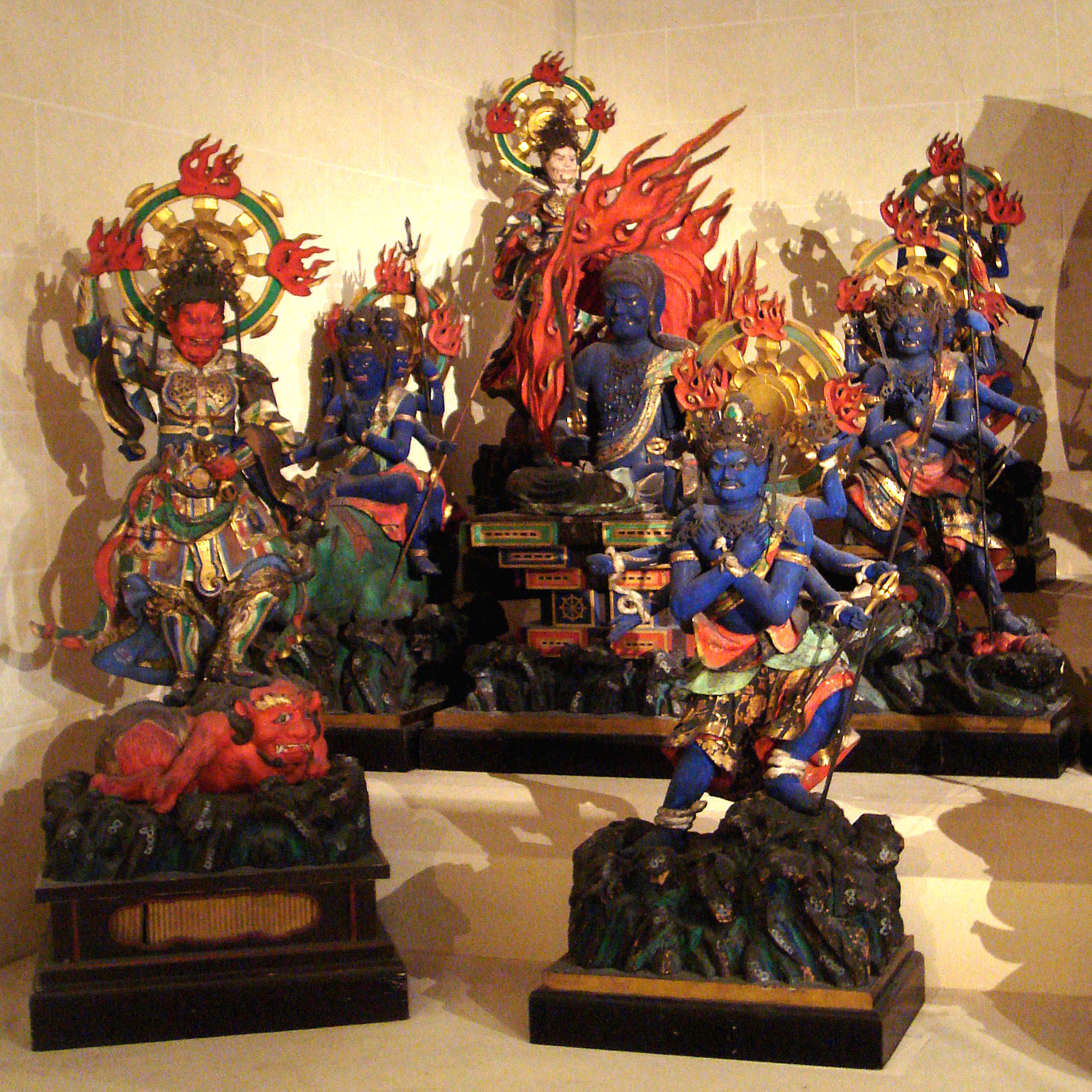
les 5 myoos

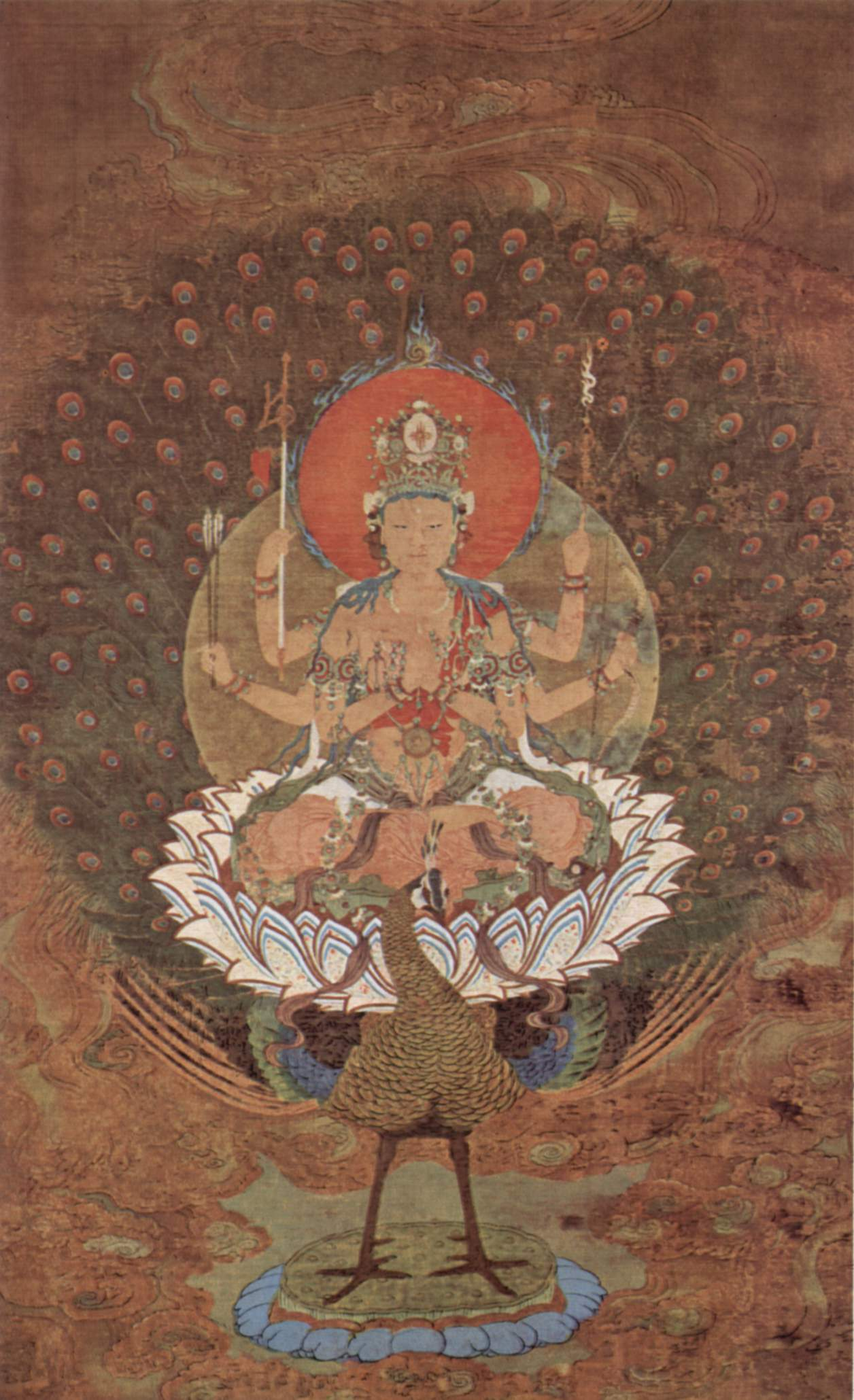
Mahāmayūrī Vidyārājñī

Vidyārāja, terme sanskrit signifiant Roi de connaissances ou du savoir, chinois: Míngwáng 明王, japonais: 明王 myō-ō, tibétain : རིག་པའི་རྒྱལ་པོ, Wylie : rig pa’i rgyal po, désigne les principales divinités irritées du bouddhisme ésotérique au Tibet, au Japon et en Chine. Ce sont des dieux courroucés incarnés par des bouddhas et des bodhisattvas. Leur rôle est de protéger le bouddhisme, combattre les démons de toutes sortes, et effrayer les êtres souffrants et têtus, ayant des croyances fausses ou ne croyant à rien du tout.
Acala Vidyārāja, Roi de clarté inébranlable, en chinois Búdòng míngwáng 不动明王, en japonais Fudo myoo, Rāga Vidyārāja, Roi de clarté de l'Amour, en chinois Àirǎn míngwáng 爱染明王, en japonais Aizen myoo, Hayagriva et Ucchusma sont parmi les plus connus.
La partenaire du Roi de clarté est connue comme Reine de clarté, Sk: Vidyārājñī, Ch: Míngfēi 明妃; Jp: 明妃 myōhi.
D'une façon générale, les Rois de clarté sont les gardiens des bouddhas et des bodhisattvas, les Cinq Rois de clarté (Acala; Trailokyavijaya, ch: Xiángsānshì 降三世; jp: Gozanze myō-ō; Kundali, ch: Jūntúlì 军荼利; jp: Gundari myō-ō; Yamantaka, ch: Dàwēidé 大威德; jp: Daiitoku myō-ō; Vajrayaksa, ch: Jīngāng yèchā 金刚夜叉; jp: Kongou Yasha myō-ō) sont les protecteurs des cinq bouddhas de sagesse.
Les Rois de clarté sont souvent présentés sous forme des dieux furieux, avec plusieurs visages, plusieurs bras et jambes, ils tiennent des armes dans les mains, décorés de crânes, serpents et peaux d'animaux, et auréolés de flamme.
La Reine de clarté Grande Paonne Mahāmayūrī Vidyārājñī, Ch: Kǒngquè míngfēi 孔雀明妃 or Kǒngquè fómǔ 孔雀佛母; Jp: Kujaku, est une exception avec une expression tout à fait paisible, en chevauchant un paon.